# Philippe Lécrivain
Philippe Lécrivain (Le Blanc, 1 de agosto de 1941 - Paris, 13 de abril de 2020) fue un sacerdote e historiador jesuita francés.

## Biografía
Lécrivain nació en Le Blanc el 1 de agosto de 1941. Fue ordenado en la diócesis de Rennes en 1968, y se unió a la Compañía de Jesús en 1978 en Lyon. 
Obtuvo una licenciatura en sociología, una maestría en historia medieval y moderna, y un doctorado en teología. A menudo escribió sobre la historia del cristianismo y la espiritualidad, así como sobre la vida religiosa. Dirigió el centro jesuita en la Rue Blomet en París de 1985 a 1987. Fue profesor de historia católica en el Centre Sèvres y profesor de Sciences Po. 

## Muerte
Philippe Lécrivain murió el 13 de abril de 2020 en París a la edad de 78 años debido a COVID-19 causado por el virus del SARS-CoV-2 durante la pandemia de enfermedad por coronavirus.

## Publicaciones
- Histoire des dogmes (1995)
- Histoire du christianisme (1997)
- Les millénarismes du christianisme Antiguo et médiéval (2001)
- Vierte une plus grande gloire de Dieu : Les misiones jésuites (1991, 2005)
- París au temps d'Ignace de Loyola (1528-1535) (2006)
- Comprendre le catholicisme (2008)
- Une manière de vivre : les religieux aujourd'hui (2009)
- Histoire des dogmes tome.2 ; l'homme et hijo salut (2012)
- Les Jésuites (2013)
- Les Premiers siècles jésuites, Jalons vierte une histoire (1540-1814) (2016